# Старая Полона
Ста́рая Полона́ — деревня в Гордеевском районе Брянской области, в составе Рудневоробьёвского сельского поселения. Расположена в 8 км к западу от Гордеевки. Население — 192 человека (2010).
В деревне имеется отделение связи, сельская библиотека.

## История
Основана в середине XVIII века Ф. Корецким; позднее переходит к Жураковским (казачьего населения не имела). До 1781 года входила в Новоместскую сотню Стародубского полка; с 1782 по 1921 в Суражском уезде (с 1861 — в составе Уношевской волости); в 1921—1929 в Клинцовском уезде (Уношевская, с 1924 Гордеевская волость).
С 1929 года в Гордеевском районе, а в период его временного расформирования — в Клинцовском (1963—1966), Красногорском (1967—1985) районе.
До 2005 года являлась центром Старополонского сельсовета.